# Moscato di Trani
Il moscato di Trani è un vino DOC prodotto nella regione Puglia.

## Storia
Negli anni intorno al Mille i Veneziani presero a far commercio di questo vino, sino a firmare un accordo in proposito con la "Dogana di Trane". Il conte di Trani, Roberto d'Angiò (sec. XIV), se ne occupò tanto da porre un limite alle esportazioni del vino di qualità dai porti del Regno di Napoli, provocando così il malumore dei mercanti Veneziani.
Nel '500 il celebre viaggiatore Fra' Leandro Alberti, autore di una monumentale "Descrittione" dell'Italia ne aveva apprezzato la bontà definendolo "tanto eccellente ch'è cosa molto delicata da gustare".

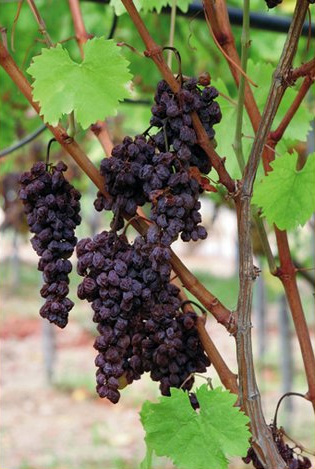
30 ottobre termine dell'appassimento in pianta del Moscato di Trani

## Dicitura D.O.C. e caratteristiche
Il vino ha ottenuto la dicitura D.O.C. grazie al D.P.R dell'11 settembre 1974 ed è prodotto a Trani e in undici comuni limitrofi. È un vino dolce, ottimo per accompagnare i dolci tipici della regione, soprattutto alla pasticceria secca di mandorle.
Le uve vengono lasciate maturare nella pianta fino quasi all'appassimento.
Il disciplinare della D.O.C. prevede due tipologie: il "dolce" e il "liquoroso". Il primo ha colore giallo dorato con profumo intenso, sapore dolce e vellutato e gradazione alcolica minima di 12,5° massima 15°. Il secondo ha una gradazione alcolica di 18°, con le stesse caratteristiche organolettiche del primo (dal 2005 non è più prodotto.), e viene invecchiato per almeno un anno.

## Produzione
Il moscato di Trani viene prodotto nel territorio comprendente i comuni di Trani, Ruvo di Puglia, Bisceglie, Corato, Andria, Canosa di Puglia, Minervino Murge, Barletta, Terlizzi e Bitonto e parte di Cerignola e Trinitapoli, tra la città metropolitana di Bari, la provincia di Barletta-Andria-Trani e la provincia di Foggia.